# Baron Faringdon
Baron Faringdon, of Buscot Park in the County of Berks, ist ein erblicher britischer Adelstitel in der Peerage of the United Kingdom.
Familiensitze der Barone sind Buscot Park bei Faringdon im heutigen Oxfordshire und Barnsley House bei Cirencester in Gloucestershire.

## Verleihung
Der Titel wurde am 24. Januar 1916 für den liberal-unionistischen Unterhausabgeordneten und Eisenbahnmanager Sir Alexander Henderson, 1. Baronet geschaffen. Diesem war bereits am 5. August 1902 der fortan nachgeordnete Titel Baronet, of Buscot Park in the County of Berks, verliehen worden.
Heutiger Titelinhaber ist seit 1977 dessen Urenkel Charles Henderson als 3. Baron.

## Liste der Barone Faringdon (1916)
- Alexander Henderson, 1. Baron Faringdon (1850–1934)
- Alexander Henderson, 2. Baron Faringdon (1902–1977)
- Charles Henderson, 3. Baron Faringdon (* 1937)

Titelerbe (Heir Apparent) ist der Sohn des aktuellen Titelinhabers, Hon. James Henderson (* 1961).